# Acta Applicandae Mathematicae
Acta Applicandae Mathematicae es una revista de matemáticas revisada por pares publicada por Springer. Fundada en 1983, la revista publica artículos sobre matemáticas aplicadas.
La revista está indexada por Mathematical Reviews y Zentralblatt MATH. Según Journal Citation Reports, la revista tiene un factor de impacto en 2020 de 1,215.  Según SCImago Journal Rank (SJR), el índice h de la revista es 45, lo que la sitúa en el segundo puesto en Matemáticas Aplicadas. 